# Ausländerkinder-Pflegeheim des Volkswagenwerks

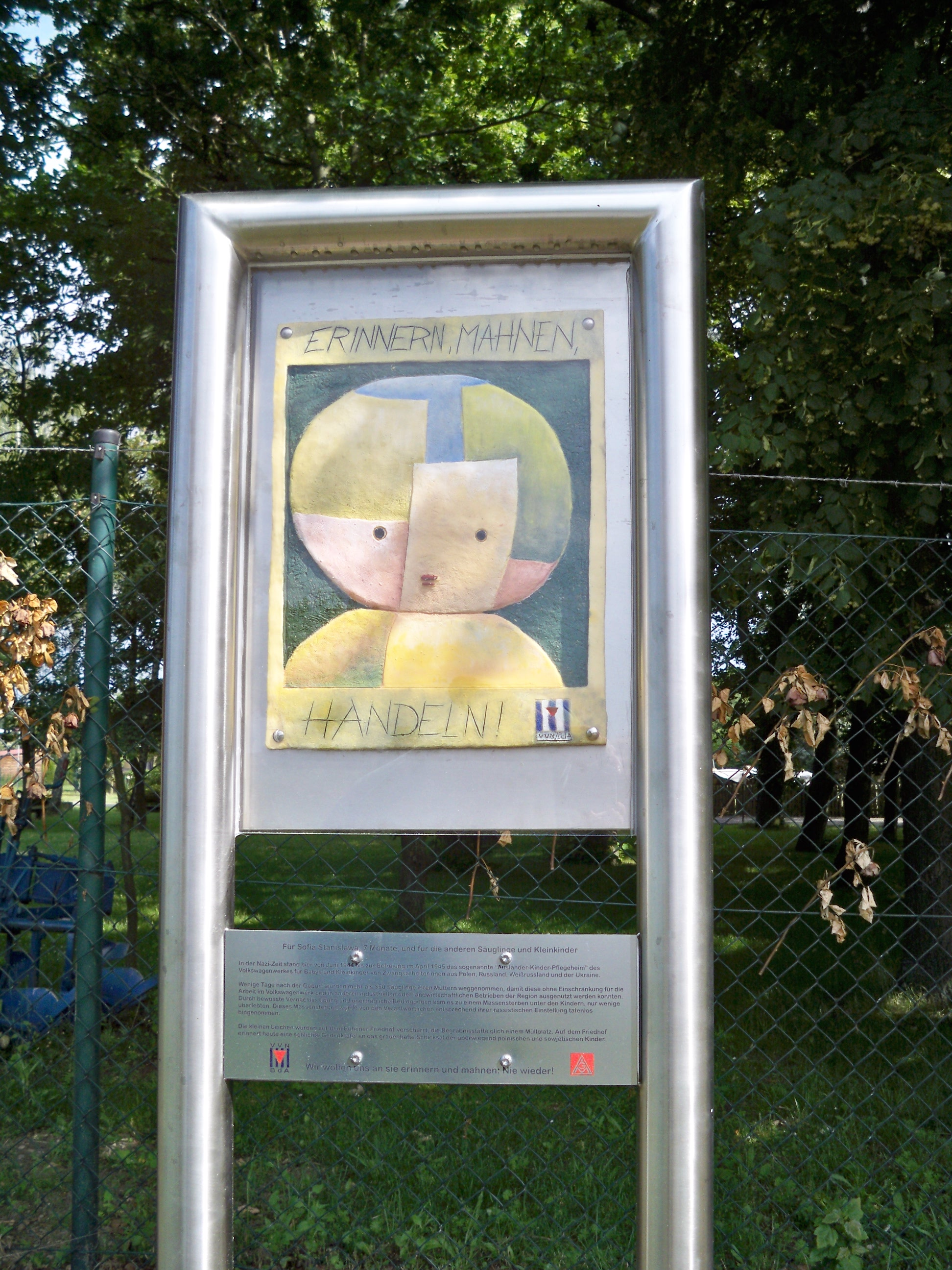
Gedenktafel am ehemaligen „Kinderlager Rühen“ (seit 2016)

Das Ausländerkinder-Pflegeheim des Volkswagenwerks betrieb die damalige „Volkswagen GmbH“ an drei Standorten vom März 1943 bis zum 17. April 1945. In der Stadt des KdF-Wagens – der Name in jener Zeit für das heutige Wolfsburg – wurde diese sogenannte „Pflegestätte“ an zwei Standorten Wolfsburgs in Betrieb genommen, zuerst im „Ostlager“ des Volkswagenwerks und anschließend am Schachtweg. Der dritte und zugleich zuletzt errichtete Standort befand sich in Rühen, das sogenannte „Kinderlager Rühen“.
Eine Ausländerkinder-Pflegestätte war eine Einrichtung des NS-Staates für schwangere polnische, ukrainische und russische Zwangsarbeiterinnen in der Zeit von 1943 bis 1945. Diese „Zwangsarbeiterinnen sollten keine Kinder (in der Nazi-Terminologie: „rassisch minderwertiger Nachwuchs“) aufziehen. Schätzungsweise an die 100.000 Kinder von den Zwangsarbeiterinnen wurden […] entweder durch Abtreibung oder durch kalkulierte Vernachlässigung nach der Geburt getötet.“ An den drei Standorten des Volkswagenwerks Wolfsburg wurden mindestens 365 sowjetische und polnische Kinder getötet.

## Lage der Standorte
Der erste Standort der „Ausländerkinder-Pflegeheim des Volkswagenwerks“ in der Zeit von März 1943 bis Oktober 1943 befand sich im „Ostlager“ des VW-Werks in einer Baracke. Vom Oktober 1943 bis Juni 1944 war das Heim am Schachtweg in zwei Baracken untergebracht und vom Juni 1944 bis zum Eintreffen der Amerikaner am 17. April 1945 in vier baufälligen Baracken aus Holz am östlichen Ortsrand in dem kleinen Dorf Rühen, etwa 12 Kilometer von Wolfsburg entfernt.

## Ausländerkinder-Pflegestätten
In den ersten Jahren des Zweiten Weltkriegs war der Zwangsarbeitseinsatz auf eine höchstmögliche Arbeitsleistung zu niedrigsten Kosten ausgerichtet und schwangere Zwangsarbeiterinnen wurden kurz vor ihrer Entbindung nach Hause geschickt.
Im Kriegsjahr 1943 verbot Fritz Sauckel, der Generalbevollmächtigte für den Arbeitseinsatz, diese Abschiebungen, weil „wertvolle“ Arbeitskräfte für das Reich und vor allem für die Rüstungsindustrie verloren gingen. Ab Ende 1943 mussten sich die Schwangeren entweder für eine Zwangsabtreibung oder für eine Entbindung in den Ausländerkinder-Pflegestätten mit anschließender Wegnahme ihrer Kinder einwilligen. Diese Unterschrift erfolgte angeblich freiwillig. Allerdings wurden die Unterschrift meist mit Druck und gegebenenfalls Zwang durchgesetzt. Häufig verstanden diese Frauen, wegen mangelnder Sprachkenntnis, auch nicht, was sie unterschrieben. Nach der Entbindung blieben Mutter und Kind in der ersten Zeit noch sechs bis acht Wochen zusammen, später wurde diese Zeitspanne auf zwei Wochen oder 10 Tage verkürzt.
Ihre Errichtung und ihren euphemistischer Namen als Ausländerkinder-Pflegestätte wurde am 27. Juli 1943 durch einen Erlass des Reichsführers SS Heinrich Himmler verfügt, dass es „Kinderpflegestätten einfachster Art“ werden sollen. In den Erlassen der Nationalsozialisten wird diese Art von Heimen „Ausländerkinderpflegestätten“ genannt. Die Nationalsozialisten erweckte mit dem offiziellen Namen den Schein der Existenz tatsächlicher Säuglingspflegeheime, in denen gleichzeitig der unausgesprochene Zweck erfüllt wurde, die unerwünschten Kinder rasch sterben zu lassen.

## Standorte
Die Volkswagen AG selbst gibt für den Stichtag 30. April 1944 folgende Beschäftigungszahlen an: 11.334 „unterschiedlicher Herkunftsländer“ bildeten die Mehrheit von den 17.365 Personen der Gesamtbelegschaft. Somit bildeten die sogenannten „Fremdarbeiter“ die Mehrheit der Beschäftigten. Im Zweiten Weltkrieg leisten etwa 20.000 Menschen Zwangsarbeit in der Volkswagenwerk GmbH, darunter 5.000 KZ-Häftlinge. Unter der Belegschaft entstanden Beziehungen und Frauen wurden schwanger und die erste Ausländerkinder-Pflegestätte entstand im „Ostlager“ des Volkswagenwerks Wolfsburg.

### Standort „Ostlager“
Anfang 1943 gab Anton Piëch, der damals die Volkswagen GmbH und damit auch das Volkswagenwerk Wolfsburg als einer der drei GmbH-Hauptgeschäftsführer leitete, dem Personalchef Tyrolt den Auftrag das „Ostlager“ des Stammwerks zu reorganisieren. Tyrolt begann daraufhin gemeinsam mit dem Ostlager-Führer Ewald Kuhlmann die angeordnete Reorganisation. Als es im März 1943 zur ersten Entbindung einer Ostarbeiterin im Volkswagenwerk kam, wurde eine leerstehende Baracke im Bereich des Krankenreviers im Ostlager für weitere Aufnahmen vorbereitet. Der für das Krankenrevier zuständige Arzt war Hans Körbel, der die Baracke in vier Räume aufteilen ließ. In der Baracke gab es einen Raum für schwangere Frauen, einen Stillraum und zwei Räume für die Säuglinge. Die Baracke war für 30 Säuglinge geplant. Diese Ausländerkinder-Pflegestätte war ursprünglich ausschließlich für die im VW-Werk arbeitenden Polinnen und Ostarbeiterinnen vorgesehen.
Um die Anforderungen für Ausländerkinder-Pflegestätten des Generalbevollmächtigten für den Arbeitseinsatz, Fritz Sauckel, zu erfüllen, wandte sich der NSDAP-Kreisleiter von Gifhorn, Ernst Lütge, mit der Bitte an Piëch, auch schwangere Ostarbeiterinnen des Kreises in die Ausländerkinder-Pflegestätte des Volkswagenwerks aufzunehmen. Dieser Bitte entsprach Piech, obwohl er hierzu nicht verpflichtet gewesen wäre. Er überprüfte allerdings die voraussichtlichen Belegungszahlen und -kapazität der Baracke nicht. Die Belegung mit schwangeren Ostarbeiterinnen wuchs ständig an und erreichte im August 1943 die Zahl von 45 Säuglingen und 65 im Oktober 1943. Darunter waren jeweils 15 Säuglinge aus dem „Ostlager“ des Volkswagenwerks.
Die Zustände eskalierten angesichts der Überbelegung, geringen Ernährung und schlechten ärztlichen Versorgung. Die Ostarbeiterinnen versuchten alles, um das Leben der Kinder zu erhalten. Sie beschwerten sich. Um Unruhen unter der polnischen und sowjetischen Belegung zu vermeiden, setzte Körbel den von ihm beauftragten russischen Arzt ab und die deutsche Heimleiterin Ella Schmidt ein. Diese Vorgehensweise entsprach keineswegs den vorgegebenen Richtlinien eines Erlasses des Generalbevollmächtigten für den Arbeitseinsatz, denn hierfür durften keinesfalls deutsche Kräfte, sondern nur Personal aus Polen und der Sowjetunion eingesetzt werden. Schmidt berichtete im Prozess, dass sie bei ihrer Übernahme ein Heim in einem „völlig vernachlässigten Zustand“ aufgefunden habe. Von den 45 Kindern sei die Hälfte unterernährt, eine Kochgelegenheit sei nicht vorhanden und die Bettwäsche sei so zerschlissen gewesen, dass sie entsorgt und neue beschafft werden musste. Die Pflegerinnen seien fachlich völlig überfordert gewesen.
Nach der Arbeitsaufnahme der Heimleiterin Schmidt starben zwei oder drei Kinder, wovon mindestens eines davon an den Folgen von Hunger starb, und Ende September 1943 starben zwei weitere Kinder an den Folgen von Ernährungsstörungen. Laut Schmidt erhielten die Säuglinge zu ihrer Ernährung „Halb- oder Drittelmilch gemischt mit Haferflocken oder Mondamin. Auch Citretten, Tabletten mit Vitaminen angereicherter Zitronensäure, seien in schwierigen Fällen zur Herstellung der Säuglingsnahrung verwendet worden.“ Dies entsprach damals üblicher Vorgehensweise, allerdings war der Fettgehalt im Vergleich von Kuh- zu Muttermilch zu gering. Der Fettanteil der Kuhmilch von 2,5 bis 3 Prozent wurde durch die verabreichte Halb- bzw. Drittelmilch noch weiter reduziert und führte trotz einer Zugabe von Mehl und Zucker zu einem Fett-, Eiweiß- und Vitaminmangel. Eine polnische Zeugin berichtete im Prozess gegen die führenden Verantwortlichen der Ausländerkinder-Pflegestätte, dass manchmal zu wenig Milch vorhanden war, dann sei sie mit Wasser verdünnt worden und wenn sie sauer war, sei Fett in Wasser notdürftig darin gelöst worden. Im August 1943 wurde auf zahlreiche Beschwerden mehrerer Ausländerkinder-Pflegestätten im Reich eine Konferenz von Reichsernährungsministerium und Arbeitseinsatz einberufen, wo beschlossen wurde, dass die „Ostarbeiterkinder“ gleiche Ernährungssätze wie deutsche Kinder erhalten sollen. Tyrolt und Körbel stellten dies so dar, dass sie diesen Erfolg erreicht hätten.
Nach einer Aussage von Körbel starben in der Baracke im „Ostlager“ etwa 10 Säuglinge insgesamt. Diese Zahl blieb deutlich hinter den Sterbezahlen zurück, die anschließend in den Heimen am Schachtweg in Wolfsburg und in Rühen entstanden.

### Standort Schachtweg
Im Oktober 1943 wurden wegen Überbelegung die 65 Kinder in das „Gemeinschaftslager“ am Schachtweg verlegt, wo zwei Baracken hergerichtet und zusätzliches deutsches und sowjetisches Personal angestellt worden war. Doch bereits im Dezember 1943 waren die Baracken mit 100 Säuglingen erneut überbelegt und die Kinderbetten mussten doppelt belegt werden.
In Baracken am Schachtweg gab wenigstens fließendes Wasser im Gegensatz zum „Ostlager“, allerdings nicht genügend Warmwasser zum Baden der Säuglinge, zusätzlich standen lediglich zwei Badewannen zur Verfügung. Handtücher, Wäsche und Windeln waren knapp und die Strohmatratzen in den Betten wurden nicht ein einziges Mal im gesamten Belegungsverlauf gewechselt. Eine 25-jährige „Ostärztin“ wurde zur Aufsicht eingesetzt, die keinerlei fachärztliche Ausbildung hatte.
In der Folge dieser Verhältnisse stellten sich bald Krankheiten ein. Ende Januar 1944 kam es zu mehreren Todesfällen wegen einer Grippewelle. Im Februar entstanden Hautkrankheiten wie Krätze, Ekzeme, Furunkel und Impetigo, die sich aufgrund mangelnder Hygiene wie die Verwendung von gleichem Badewasser für mehrere Kinder oder ein Abtrocknen mehrerer Kinder mit den gleichen Handtüchern beschleunigt ausbreiteten. Hinzu kamen fehlende Isoliermöglichkeiten von kranken Kindern in den Baracken, was die Verbreitung der Krankheiten weiter beschleunigte. Nach einem Bericht soll ein Kind etwa 20 bis 25 Furunkel am Körper geplagt haben. Eine polnische Krankenschwester, die im Stadtkrankenhaus arbeitete und das Heim öfter besuchte, berichtete vor Gericht von schrecklichen Zuständen in den Baracken. Die Kinder waren ihren Berichten zufolge völlig abgemagert, waren schmutzig teilweise zu zweit in die Betten gelegt worden und von Geschwüren überzogen. Überall lagen schmutzige Windeln und sonstige Wäsche herum. Der Kot und die Geschwüre haben nach ihren Angaben derart gestunken, dass man die Räume nicht betreten konnte.
Die Infektionen wiederholten sich, trotzdem wurden neugeborene Kinder weiterhin in großer Anzahl aufgenommen. Ende April 1944 belegten 140 und Ende Juni 1944 160 Kinder die beiden Baracken. Nachtdienst fiel monatelang aus. Die Ärztin schnitt Furunkel unter den wenig hygienischen und sterilen Bedingungen in den Baracken auf. Die Sterberaten wuchsen an: Während im Oktober 1943 nur wenige Kinder starben, starben von November bis Februar 1944 acht Kinder je Monat, im März starben mit dem Aufkommen der Hautkrankheiten zehn und im April zwölf bis 17 Kinder. Von Oktober 1943 bis Mitte Juni 1944 starben nach unterschiedlichen Angaben 95 bis 125 Kinder.
Als sich eine „Ostarbeiterin“ wegen der vielen Todesfälle weigerte ihr Kind abzugeben, kam es zu Veränderungen. Tyrolt gab an, er habe die Verhältnisse durch Zufall entdeckt. Körbel, der das Heim am Schachtweg monatelang nicht aufgesucht hatte, merkte auf Befragen in einer Gerichtsverhandlung an, er habe von den Krankheiten zwar gewusst, aber die hygienischen Verhältnisse wären ihm nicht bekannt gewesen. Um die Epidemie zu stoppen, wurde die sofortige Trennung von infizierten und gesunden Kindern entschieden. Die Lage muss derart desaströs gewesen sein, dass innerhalb eines Tages am 11. Juli 1944 Gebäude gefunden wurden, in denen die Kinder untergebracht werden konnten.
Für den schnellen Umzug der „Pflegestätte“ nach Rühen gab der Personalchef Tyrolt an, ein Schutz vor den Bombenangriffen der Alliierten am Schachtweg sei nicht mehr gewährleistet gewesen. Der Neuhistoriker Marcel Brüntrup sieht andere Gründe: Die entsetzlichen Umstände im Heim am Schachtweg habe sich bei den Arbeitern im „Ostlager“ herumgesprochen und die Volkswagen-GmbH-Verantwortlichen wollten größere Unruhen in der Belegschaft auf jeden Fall vermeiden. Zusätzlich ging von dem Heim eine nicht zu unterschätzende Ansteckungsgefahr für Beschäftigten des „Ostlagers“ aus. Die Kinderunterbringung erfolgte entfernt von den Arbeitsstätten der Mütter, was die Nationalsozialisten in ihren Trennungs-Erlassen diktiert hatten: „Fremdländische“ Mütter sollten ihre Kinder nicht selbst erziehen.
Die Räume am Schachtweg wurden entwest und „Isolierstuben“ angelegt, neue Wäsche, Badewannen und Betten für die verbleibenden Kinder angeschafft. Die gesunden Kinder aus dem Heim am Schachtweg wurden ins 12 Kilometer entfernte Rühen in ein früheres Lager des Reichsarbeitsdiensts verbracht. Die letzten 15 Kinder aus dem Heim am Schachtweg wurden im August 1944 in einen gesonderten Raum für Kranke in Rühen transportiert.

### Kinderlager Rühen

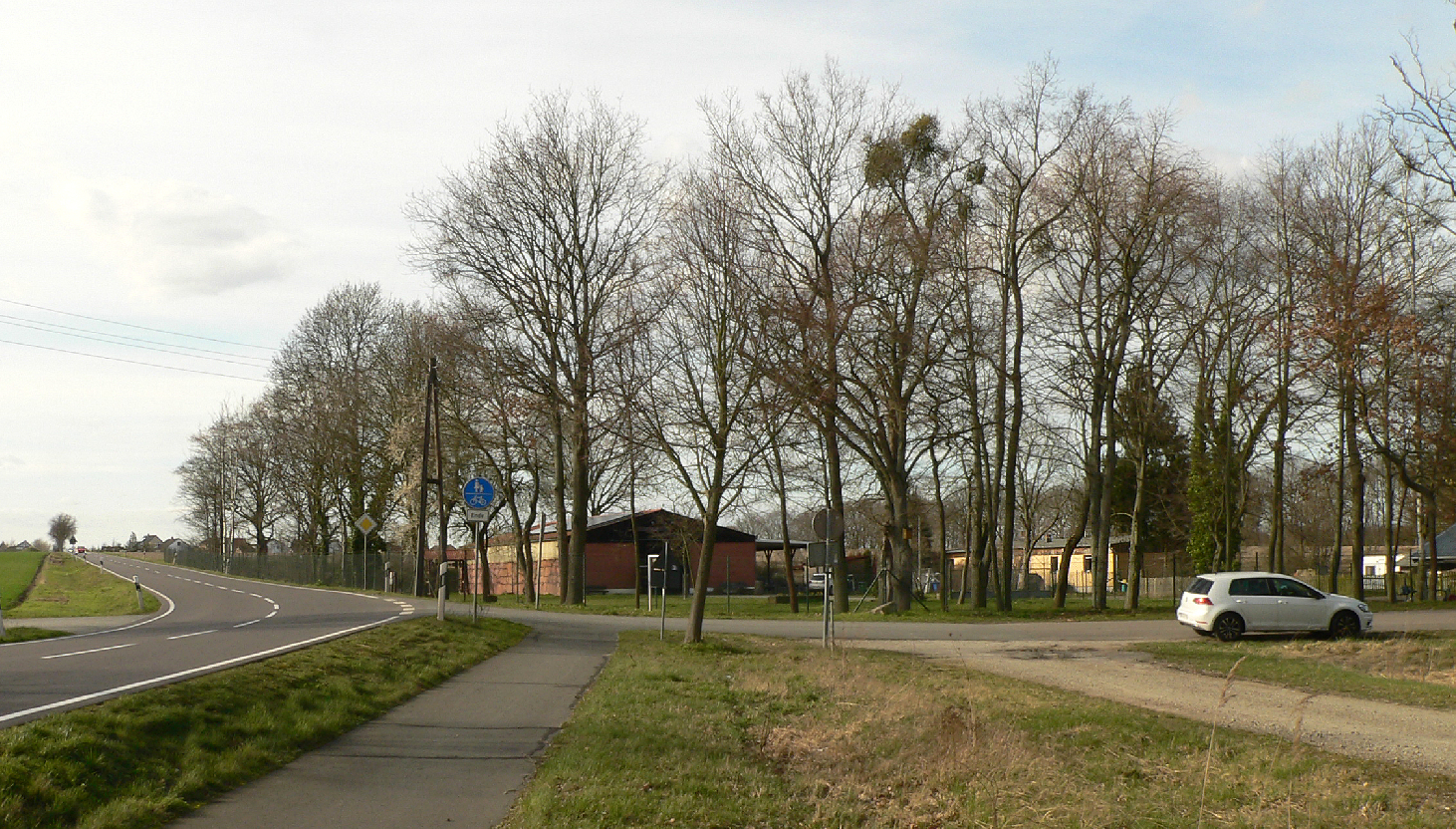
Überblick über das Gelände des früheren Kinderlagers Rühen

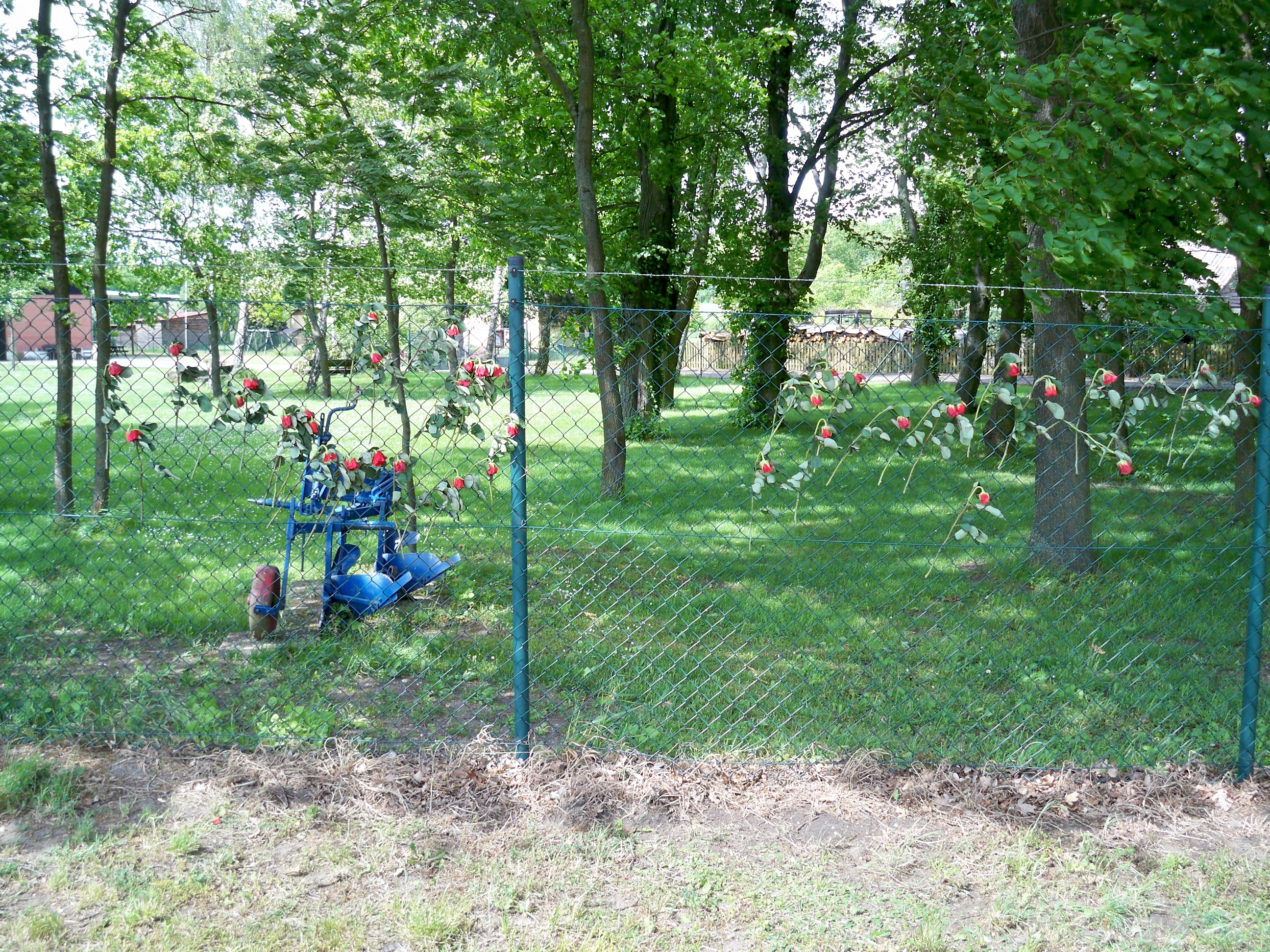
Stätte des früheren Kinderlagers, mit Rosen zum Gedenken (2014)

Das in lokalen Veröffentlichungen als „Kinderlager Rühen“ bekannt gewordene Heim war ein Teil des von der Volkswagen GmbH betriebenen Ausländerkinder-Pflegestätte. Es lag etwa einen Kilometer östlich vom damaligen Rühener Ortsrand an der Straße nach Grafhorst unweit des Mittellandkanals.
Die ersten etwa 80 Kinder aus dem Schachtweg, die am 14. Juli 1944 in Rühen ankamen, wurden in einer Baracke untergebracht. Die Räume waren bei ihrer Ankunft nicht vorbereitet, sie mussten erst gestrichen werden und erforderliche Ausstattungsgegenstände fehlten. Im August 1944 war der Umzug abgeschlossen und insgesamt vier Gebäude belegt. Kinder bis zu einem halben Jahr wurden in einer Baracke untergebracht und in einer weiteren Baracke die Kinder, die älter waren. Eine weitere Baracke diente dem ausländischen Personal und zum Lagern, ferner gab es ein Küchengebäude.
Obwohl das Personal die Gefahren einer Epidemie aufgrund ihrer Erfahrung am Schacht kannte, wurden die gleichen Fehler gemacht. Die Gebäude waren zwar im April entwest worden, aber sie waren erneut von Ungeziefer befallen. Es gab lediglich oberflächliche Reinigungen und keine vorsorglich eingerichteten Isolierstuben. Die Entfernung von der Stadt brachte zusätzliche Probleme in der ärztlichen Versorgung, im Transport der Säuglinge und in der fehlenden mütterlichen Fürsorge für die Kinder. Zu einer Fliegenplage kam es im Sommer 1944 und im August fand man erste Wanzen. Eine weitere Entwesung wurde, trotz Befalls in größerem Umfang, bis zur Schließung des Heims nicht vorgenommen. Wie am Schachtweg gab es nicht genügend Wäsche, die Windeln wurden nicht häufig genug gewechselt. Selbst intensives Reinigen und Putzen durch das Personal half nicht. Die Ekzeme und Geschwüre nahmen ein noch größeres Ausmaß als am Schachtweg ein. Eine verheerende Brech-Durchfall-Epidemie (Gastroenteritis) entstand, die bereits nach dem Umzug begann und bis zur Schließung im April 1945 zahlreiche Opfer forderte. In der Säuglingsbaracke wütete die Epidemie im August 1944 extrem und forderte täglich ein Opfer. Im Monat August waren allein 60 Todesfälle zu verzeichnen. Stuhl-, Wasser- und Milchproben wurden zur bakteriologischen Untersuchung weitergegeben, aber laut Körbel waren sie ohne Befund.
Trotz dieser Verhältnisse kamen alle zwei Wochen zehn bis 14 Tage alte Säuglinge aus Wolfsburg in Rühen an. Nach kurzer Zeit zeigten sich meist folgende Symptome:
„[…] schlechtes Trinken, ausgesprochene Trägheit, nach Trägheit Erbrechen, manchmal hat sie nach einem Aufstossen alles wieder von sich gegeben, manchmal erst nach 10 bis 14 Minuten nach dem Trinken. Die Stühle wurden erst dünn, dann schlecht, dann grün.“
Die meisten Kleinkinder wurden nur wenige Wochen alt, bei den Neuzugängen lag die Sterbequote bei fast 100 Prozent.
Als die Ausländerkinder-Pflegestätte in Velpke am 14. Dezember 1944 geschlossen wurde, wurden diese Kleinkinder nach Rühen verlegt.
Die Eltern durften ihre Kinder in Rühen nur sonntags besuchen, mussten aber dafür den rund zwölf Kilometer langen Weg von Wolfsburg zu Fuß hin- und zurücklegen. Ein Besuch nach der Arbeit war bei dieser Entfernung von Wolfsburg nach einem 12-Stunden-Tag bei dieser Entfernung fußläufig kaum möglich.
Nach ihrem Tod wurden die Kleinkinder pietätlos entsorgt. Sie wurden in Papier eingewickelt und in einen Waschraum gelegt, anschließend vom örtlichen Totengräber abgeholt und entweder in einem Pappkarton oder in Erde auf dem Friedhof in Rühen bestattet. Der Totengräber Hermann Effe erhielt vom Volkswagenwerk für den Transport und Einzelbestattung 5,00 Reichsmark. Bei mehreren Leichen erhielt er je 2,50 Reichsmark. Diese Ausgaben zog das Volkswagenwerk den betroffenen Müttern vom Lohn ab.

## Todesfälle
Eine exakte Todeszahl an den drei Standorten lässt sich nicht ermitteln, meist wird sie mit der Gesamtzahl von 365 Todesfällen angegeben. Um die Verteilung auf die jeweiligen Standort abzuschätzen, kann die Aussage des zuständigen Betriebsarztes Hans Körbel herangezogen werden. Er gab vor Gericht folgende Zahlen an: acht bis 10 tote Kinder am Standort „Ostlager“, 71 am Schachtweg 71, 280 bis 290 in Rühen.

## Kriegsverbrecherprozess
Am 20. Mai 1946 begann der Kriegsverbrecherprozess gegen die Hauptverantwortlichen des „Ausländerkinderpflegeheims des Volkswagenwerks“ in Helmstedt. Angeklagt wurden 10 Personen wegen Tötung polnischer und sowjetischer Kinder. Es waren angeklagt der leitende Betriebsarzt Körbel und der Arzt Ohl, die Heimleiterin Schmidt, der Personalchef Tyrolit, die Krankenschwestern Pistor und Bachor, der Generaldirektor Mayr, der Hauptlagerführer des „Ostlagers“ Kuhlmann und der Lagerführer Severin und der Totengräber von Rühen Effe.
Nach 31 Prozesstagen wurde das Urteil am 24. Juni 1946 gesprochen. Hans Körbel wurde am 24. Juni 1946 wegen „vorsätzlicher Vernachlässigung“ (willful neglect) zum Tod durch den Strang verurteilt. Das Urteil wurde trotz zahlreicher Gnadengesuche, auch kirchlicher Kreise, am 7. März 1947 im Zuchthaus Hameln vollstreckt. Ebenfalls zum Tode verurteilt wurde die Heimleiterin Schmitt, erreichte aber in einer Revision eine mildere Strafe und wurde nach neun Jahren aus der Haft im Jahr 1954 entlassen.  Zu fünf Jahren Haft verurteilt wurde die Pflegerin Bachor, die in Rühen die Aufsicht führte. Alle anderen wurden freigesprochen.

## Entschädigung und Nachwirken
Anfang der 1980er Jahre entwickelte sich eine Debatte um die „vergessenen Opfer“ des Nationalsozialismus in der Bundesrepublik Deutschland, dabei geriet auch die Volkswagen AG in Wolfsburg ins Blickfeld der überregionalen Öffentlichkeit. Die Volkswagen AG hatte bereits zuvor eine Forschungsarbeit bei Klaus-Jörg Siegfried in Auftrag gegeben, die unter dem Titel „Rüstungsproduktion und Zwangsarbeit im Volkswagenwerk“ veröffentlicht wurde. Eine weitere Arbeit von ihm mit dem Titel „Das Leben der Zwangsarbeiter im Volkswagenwerk von 1939–1945“ erschien danach. Durch diese Arbeiten und Vorträge von Siegfried wurden dabei insbesondere nicht nur unmenschliche Handlungen im Volkswagenwerk, sondern auch die Verstrickungen bis hinein in die Stadt deutlich. Daraufhin forderte der damalige Gesamtbetriebsrat-Vorsitzende, Walter Hiller, eine kritische Aufarbeitung der Geschichte des Volkswagenwerks und der Konzernvorstand beauftragte den bekannten Neuhistoriker Professor Hans Mommsen damit. Nach der Veröffentlichung der Ergebnisse, bekannte sich der Volkswagen-Vorstand offen zu seiner nationalsozialistischen Vergangenheit. Kritik zog sich Mommsen zu, weil er sich nicht auf eine pauschale Verurteilung des Kriegsverbrechers Porsche festlegen ließ und eine Entschädigung von Zwangsarbeiterinnen und Zwangsarbeiter aus „praktischen Gründen“ ablehnte. In den USA wurde eine Sammelklage eingereicht, die lange nicht entschieden wurde, bis die Bundesrepublik am 2. August 2000 ein Stiftungsgesetz erließ, nach dem Zwangsarbeiterinnen einen Anspruch für ein verlorenes Kind bei der im Jahr 2000 gegründeten Stiftung „Erinnerung, Verantwortung und Zukunft“ einreichen können.
In dieser „Entschädigungsdebatte“ geriet das „Ausländerkinder-Pflegeheim des Volkswagenwerks“ einige Male in die regionale und überregionale Öffentlichkeit. Die ARD sendete im Mai 1999 einen Bericht über das „Todeslager für Babys“. Das Stadtarchiv verlegte mehrere Erlebnisberichte von Opfern auf Initiative von Siegfried.
1970 wurde die etwa dreimal zehn Meter große Grabstelle auf dem Rühener Friedhof von der Gemeinde eingefasst und mit bodendeckenden Nadelhölzern bepflanzt. Am Rand der Grabstelle steht eine Säule mit quadratischem Grundriss, auf der das Vaterunser eingraviert ist. Eine 1988 hinzugefügte Gedenkplatte klärt über das Schicksal der Kinder auf.

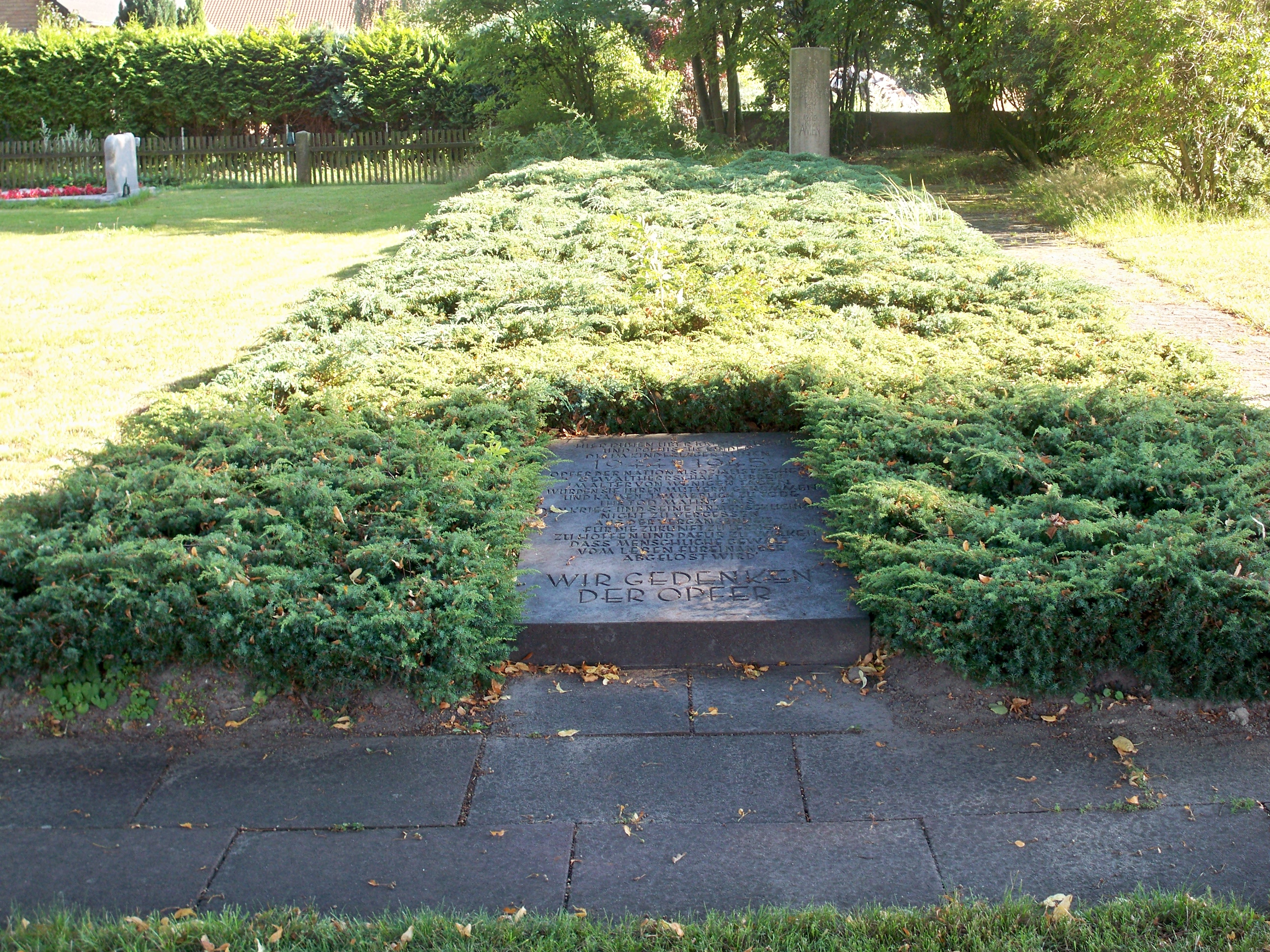
Massengrab auf dem Rühener Friedhof; Zustand 1970–2016, Grabplatte seit 1988

| Hier ruhen über 100 russische und polnische Kinder die im Kinderlager Rühen 1944 – 1945 Opfer nationalsozialistischer Gewaltherrschaft wurden. Im Alter von wenigen Tagen wurden sie ihren Müttern genommen und kamen jämmerlich zu Tode. Ihr Tod mahnt uns, den Krieg und seine Unmenschlichkeit nicht zu vergessen, aus der Vergangenheit zu lernen, zu hoffen und dafür zu wirken, dass menschliche Gewalt vom Leben füreinander abgelöst wird. WIR GEDENKEN DER OPFER |

Zur Aufklärung über die Geschehnisse verfasste der Brite John Murdoch das Theaterstück Die Kinder des Dr. Körbel. Es wird gelegentlich in Wolfsburg und anderen Orten von Murdochs Theatergruppe aufgeführt. Die „Woche des Antifaschismus“ der IG Metall Wolfsburg, die vor allem die Arbeitnehmer des Volkswagenwerkes repräsentiert, begann 2010 an der Rühener Grabstelle. Anwesend war auch die frühere Zwangsarbeiterin Sara Frenkel, die unter falschem Namen bis zur Verlegung des Lagers in Wolfsburg in der Säuglingspflege tätig gewesen war und sich in den 1980er Jahren für eine würdevolle Gestaltung der Kindergräber eingesetzt hatte. 2012 wurde eine Straße in Wolfsburg nach Sofia Gladica benannt, die im Rühener Kinderlager gestorben war. Um dieses Mädchen hatte sich Sara Frenkel auch noch gekümmert, nachdem es von Wolfsburg nach Rühen verlegt worden war.
Die Baracken sind nicht erhalten. Auf dem Gelände stehen teilweise leerstehende Wohnhäuser sowie die Halle eines Vereins für historische Landmaschinen. Am 9. Mai 2014 wurde erstmals eine Gedenktafel am Rand des Geländes aufgestellt. Die Initiatoren waren die IG Metall Wolfsburg und die VVN Wolfsburg; an der Feier wirkte eine Klasse der örtlichen Realschule mit. Vertreter der Gemeinde waren bei der Einweihung nicht zugegen.
2016 wurde von der Gemeinde Rühen und dem Volksbund Deutsche Kriegsgräberfürsorge am Rande des Gräberfeldes eine „Geschichts- und Erinnerungstafel“ aufgestellt. Der ausführliche Text geht auf Arbeiten von Schülern der Wolfsburger Eichendorffschule zurück. Auf der Tafel wird die Zahl von 274 in der Grabstelle bestatteten Kindern genannt. 2019 wurde das Gräberfeld durch Rühener Bürger umgestaltet; dabei wurde eine verwitterte Grabplatte mit Lebensdaten eines Kindes entdeckt.
Drei überlebende Kinder sind namentlich bekannt. Eines dieser Kinder, Waldemar Krassmann, wurde von seinen Eltern bei einem der wöchentlichen Besuche aus dem Heim geholt; anschließend floh die Familie Richtung Brome. Krassmann nahm auch an der Einweihung der Tafel im Jahr 2016 teil. Im Januar 2020 trug sein Sohn bei dem Theaterstück „Memoria“, welches, in Zusammenarbeit mit dem israelischen Künstler Eyal Lerner, von Schülern aus Wolfsburg vorgetragen wurde, einen an das Publikum gerichteten Brief von ihm vor. In diesem Brief berichtet er von seiner Rettung und dankt allen an dem Theaterstück beteiligten Personen für ihr Engagement.

## Filme
- Jens Winter: Kinderlager Rühen: Juni 1944 – April 1945. Medienwerkstatt Isenhagener Land, Hankensbüttel (DVD)
- ARD-Fernsehbericht: „Todeslager für Babys – US-Anwälte beschuldigen VW des Völkermordes“ (Ausstrahlung am 6. Mai 1999)